# Grana (Novi Marof)
Grana falu Horvátországban Varasd megyében. Közigazgatásilag Novi Marofhoz tartozik.

## Fekvése
Varasdtól 17 km-re, községközpontjától 1 km-re délre a Koroščak-patak jobb partján fekszik.

## Története
A települést 1708-ban említik először, amikor Patacsich II. Boldizsár birtoka volt. Halála után 1720-ban legidősebb fia, Sándor örökölte a birtokot, majd korai halála után 1725-ben Novi Maroffal együtt Patacsich Lajos birtoka lett. 1754-ben Kercselics Ádám Boldizsár horvát történetíró leírásában is szerepel, mint a Zágrábból Varasd felé útba eső település. 1776-ban az uradalommal együtt már az Erdődyek birtoka. Erdődy Lajos horvátországi birtokait, így a novi marofit is Károly fia örökölte meg, majd fiai István és Rudolf voltak a birtokosai. Erdődy István 1924-ben örökös nélkül halt meg, de testvére gróf Erdődy Rudolf és felesége Lujza grófnő a környék nagy jótevője volt. Birtokait saját maga parcellázta fel az igénylők között.
A falunak 1857-ben 286, 1910-ben 467 lakosa volt. A trianoni békeszerződésig Varasd vármegye Novi Marofi  járásához tartozott. 2001-ben 175 háza és 575 lakosa volt.

## Nevezetességei
Az Erdődy család barokk kúriája.

## Külső hivatkozások
- Novi Marof város hivatalos oldala Archiválva 2011. április 16-i dátummal a Wayback Machine-ben
- Varasd megye kulturális emlékei[halott link]